# Уленти (село)
Уленти́ (каз. Өлеңті) — село у складі Єрейментауського району Акмолинської області Казахстану. Адміністративний центр Улентинського сільського округу.
Населення — 964 особи (2021; 946 у 2009, 835 у 1999, 1563 у 1989).
Національний склад станом на 1989 рік:
- казахи — 73 %.